# Aéroport de Labuan
L'aéroport de Labuan (code IATA : LBU • code OACI : WBKL) est un aéroport desservant le territoire fédéral de Labuan en Malaisie. Il se situe à 5 kilomètres du centre-ville de Victoria. L'aéroport fut désigné pour être une plate-forme de correspondance régionale de l'ASEAN, mais le projet fut abandonné.
L'aéroport a été agrandie pour accueillir des appareils tels que le Boeing 747 ou l'Airbus A330. En 2008, l'aéroport recevait 550 859 passagers annuels, pour 11 328 mouvements d'appareils. L'aéroport dispose d'une capacité d'accueil de plus d'un million de passagers.

## Situation
| Alor · Setar Ba'kelalan Bario Bintulu Ipoh Johor Bahru Kerteh Kota Bharu Kota · Kinabalu Kuala · Lumpur Kuala Terengganu Kuantan Kuching Kudat Labuan Lahad Datu Langkawi Lawas Limbang Long · Akah Long · Banga Long Lellang Long · Seridan Malacca Marudi Miri Mukah Mulu Pulau · Pangkor Penang Pulau Redang Sandakan Sibu Subang Tanjung · Manis Tawau |

## Compagnies aériennes et destinations
| Compagnies                           | Destinations        |
| ------------------------------------ | ------------------- |
| AirAsia                              | Kuala Lumpur        |
| Malaysia Airlines                    | Kuala Lumpur        |
| Malaysia Airlines opéré par MASwings | Kota Kinabalu, Miri |
| Malindo Air                          | Kuala Lumpur        |

Édité le 18/10/2018